# Jan Opaliński starszy
Jan Opaliński starszy herbu Łodzia (ur. 13 sierpnia 1546, zm. w 1598) – kasztelan rogoziński, starosta pobiedziski w 1565 roku, bibliofil.
Syn Jana (1519-1561), kasztelana santockiego i Anny Borek Gostyńskiej. Straciwszy ojca w wieku 15 lat, wychowywał się pod opieką matki. Ożeniony z Barbarą z Ostroroga Lwowską, kasztelanką santocką. Ojciec wojewody Jana (1581-1637).
W latach 1578–1598 kasztelan Rogoźna.